# Згорня Бистриця
Згорня Бистриця (словен. Zgornja Bistrica) — поселення в общині Словенська Бистриця, Подравський регіон‎, Словенія.